# Pilotrichella inordianata
Pilotrichella inordianata là một loài Rêu trong họ Meteoriaceae. Loài này được (Mitt.) Broth. miêu tả khoa học đầu tiên năm 1897.